# Athena von Monpezat

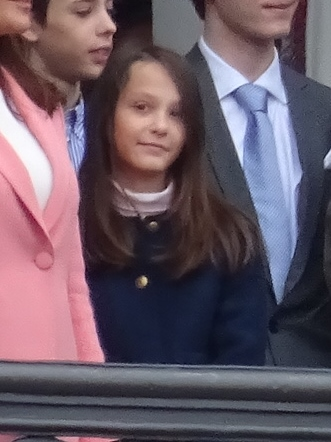
Athena zu Dänemark (2023)

Athena Marguerite Françoise Marie, Komtess von Monpezat  (* 24. Januar 2012 in Kopenhagen), ehemals Prinzessin zu Dänemark, ist das jüngste Kind und die einzige Tochter von Joachim zu Dänemark und seiner Ehefrau Marie von Dänemark. In der dänischen Thronfolge steht sie an der neunten Stelle.

## Leben
Athena zu Dänemark wurde am 24. Januar 2012 im Rigshospitalet um 8:27 Uhr Ortszeit geboren. Sie hat zwei ältere Halbbrüder aus der ersten Ehe ihres Vaters, Nikolai von Monpezat und Felix von Monpezat sowie einen älteren Bruder, Henrik von Monpezat. Gemäß den Traditionen des dänischen Königshauses wurde ihr vollständiger Name erst bei ihrer Taufe am 20. Mai 2012 in der Kirche von Møgeltønder bekannt gegeben, wo auch ihre älteren Brüder Felix und Henrik getauft wurden. Sie wurde nach ihren beiden Großmüttern und ihrer Mutter Athena Marguerite Françoise Marie genannt. Ihre Paten sind ihre Onkel mütterlicherseits Gregory Grandet und Edouard Cavallier, Carina Axelsson, die Ehefrau von Gustav Prinz zu Sayn-Wittgenstein-Berleburg, der ein Cousin von Prinz Joachim ist, Julie Mirabaud, Diego de Lavandeyra und Henriette Steenstrup. Am 11. August 2017 wurde sie in die Schule Sct. Joseph Søstrenes Skole eingeschult. Als Athena und ihre Familie 2019 nach Frankreich zogen, besuchte sie zusammen mit ihrem Bruder die Privatschule EIB Monceau im 8. Arrondissement von Paris.

## Titel und Prädikat
- 24. Januar 2012 – 31. Dezember 2022: Ihre Hoheit Prinzessin Athena zu Dänemark, Komtess von Monpezat[5]
- Seit 1. Januar 2023: Ihre Exzellenz Athena, Komtess von Monpezat

Ihr offizieller Titel in Dänisch lautet Hendes Excellence Athena, komtesse af Monpezat.
Am 28. September 2022 verfügte Königin Margrethe, dass den von ihrem jüngeren Sohn abstammenden Enkeln der Titel Prinz/Prinzessin und die Anrede Königliche Hoheit ab dem 1. Januar 2023 entzogen wird. Dadurch soll das Königshaus auf Personen beschränkt werden, die in Vertretung des Monarchen öffentliche Aufgaben wahrnehmen. Die betroffenen Königsenkel bleiben aber Mitglieder der Königsfamilie und behalten ihre eventuellen Thronfolgeansprüche. Sie sollen jedoch als Privatpersonen mit dem ihnen verbleibenden Namen und Titel Graf von Monpezat später auch eine wirtschaftliche Tätigkeit betreiben oder eine Anstellung annehmen können, was ihnen als repräsentierenden Mitgliedern des Königshauses und königlichen Prinzen verwehrt geblieben wäre. Ähnliches war zuvor bereits im niederländischen Königshaus und im schwedischen Königshaus angeordnet worden. Allerdings soll diese Entscheidung ohne Abstimmung mit den Betroffenen und ihren Eltern erfolgt sein.